# Scum (Anti-Nowhere League)
Scum è il terzo album in studio del gruppo punk rock inglese Anti-Nowhere League, pubblicato nel 1997, a dieci anni dal precedente disco di inediti.

## Tracce
1. Fucked Up and Wasted
2. Chocolate Soldiers
3. Get Ready
4. Suicide...Have You Tried?
5. Pig Iron
6. Scum
7. Burn 'Em All
8. Gypsies, Tramps and Thieves
9. How Does It Feel?
10. The Great Unwashed
11. ...Long Live Punk...

## Formazione
- Animal − voce
- Magoo − chitarra
- Beef − chitarra
- JJ Kaos − basso
- Revvin Taylor − batteria